# Sida hederifolia
Sida hederifolia là một loài thực vật có hoa trong họ Cẩm quỳ. Loài này được Cav. miêu tả khoa học đầu tiên năm 1785.